# Vaprio d'Adda
Vaprio d'Adda est une commune italienne de la ville métropolitaine de Milan, dans la région de la Lombardie. Elle est arrosée par l'Adda.

## Administration
| Période                                  | Période | Identité | Étiquette | Qualité |
| ---------------------------------------- | ------- | -------- | --------- | ------- |
|                                          |         |          |           |         |
| Les données manquantes sont à compléter. |         |          |           |         |

### Communes limitrophes
Trezzo sull'Adda, Capriate San Gervasio, Grezzago, Canonica d'Adda, Pozzo d'Adda, Cassano d'Adda, Fara Gera d'Adda

## Personnalités liées à la commune
- Francesco Melzi (vers 1491 - vers 1570), né et mort à Vaprio d'Adda à la villa Melzi où séjourna plusieurs fois Léonard de Vinci. Il existe d'ailleurs une vue de l'Adda sur l'un des codex de Léonard.
- Léonard de Vinci.
- Alberto Lattuada (1914-2005), réalisateur, scénariste, acteur, producteur et critique d'art.